# 菊池モアナ
菊池 モアナ（きくち もあな、1995年 - ）は、日本の起業家・実業家。Borderless Tanzania Limited 代表取締役社長。

## 経歴
神奈川県藤沢市出身。神奈川県立鶴嶺高等学校を卒業後、日本大学国際関係学部に進学。大学在籍中、文部科学省の留学制度であるトビタテ留学JAPANを活用して、イギリスとタンザニアに渡航する。大学3年時にパートナーとの予期せぬ妊娠・出産をし、その後の3年間シングルマザーを経験する。2020年に大学を卒業した後、再度タンザニアに渡航し若年妊娠をしてしまった女の子の実地調査を行い、彼女たちに最適な形での支援を行うため、起業を決意する。その後、株式会社ボーダレス・ジャパンに新卒起業家入社し、再エネ供給事業や技能実習生向けの日本語教育事業の立ち上げを経験する。その翌年の、2021年にタンザニアのプワナ州で生理用ナプキンを製造・販売するBorderless Tanzania Limitedを設立して代表取締役となり、若年妊娠で退学したタンザニアのシングルマザー達が働ける場を提供するための生理用品の製造・販売を行うLUNA sanitary productsを立ち上げる。
2025年、JCI JAPAN TOYP 2025で準グランプリ「外務大臣奨励賞」を受賞した。

## 人物
モアナという名前は、両親がハワイ語の「大海」からという由来で名づけられており、ハーフまたはクォーターではない。